# Никифоров, Алексей Фёдорович
Алексей Фёдорович Ники́форов (4 (17) марта 1915 года д. Яковлевка Уфимского уезда — 21 марта 1977 года, Ялта) — участник Великой Отечественной войны, командир отделения сапёрного взвода 58-го гвардейского кавалерийского полка 16-й гвардейской Черниговской кавалерийской дивизии 7-го гвардейского кавалерийского корпуса 1-го Белорусского фронта, Герой Советского Союза, гвардии старший сержант.

## Биография
Родился 4 (17) марта 1915 в деревне Яковлевка Уфимского уезда, ныне Кармаскалинского района Республики Башкортостан. Работал в колхозе, после в Благоварском районном отделении НКВД.
В Красной Армии в 1936—1938 годах и с марта 1942 года, командир отделения сапёрного взвода 58-го гвардейского кавалерийского полка 16-й гвардейской Черниговской кавалерийской дивизии 7-го гвардейского кавалерийского корпуса 1-го Белорусского фронта.
Указом Президиума Верховного Совета СССР «О присвоении звания Героя Советского Союза генералам, офицерскому, сержантскому и рядовому составу Красной Армии» от 15 января 1944 года за «образцовое выполнение боевых заданий командования на фронте борьбы с немецкими захватчиками и проявленными при этом отвагу и геройство» присвоено звание Героя Советского Союза с вручением ордена Ленина и медали «Золотая Звезда» (№ 3015). 
Член КПСС с 1943 года.
После войны жил и работал в городе Ялта. Похоронен в Ялте, на Старом городском кладбище.

## Награды
- Герой Советского Союза (15 января 1944 года)[3].
- Орден Ленина (15.01.1944).
- Орден Красной Звезды (27.09.1943)[4].
- Медали.

## Память
Имя Героя высечено на мемориальных досках вместе с именами всех 78-и Героев Советского Союза 112-й Башкирской (16-й гвардейской Черниговской) кавалерийской дивизии, установленных в Национальном музее Республики Башкортостан (город Уфа, улица Советская, 14) и в музее 112-й (16-й гвардейской) Башкирской кавалерийской дивизии (город Уфа, улица Левитана, 27).